# Спасо-Преображенская церковь (Яблуновка)
Спасо-Преображенская церковь — православный храм и памятник архитектуры национального значения в селе Яблуновка Прилукского района Черниговской области.

## История
Постановлением Кабинета Министров УССР от 06.09.1979 № 442 «Про дополнение списка памятников градостроения и архитектуры Украинской ССР, которые находятся под охраной государства» («Про доповнення списку пам’яток містобудування і архітектури Української РСР, що перебувають під охороною держави») присвоен статус памятник архитектуры национального значения с охранным № 1787 под названием Преображенская церковь и колокольня.
Установлена информационная доска.

## Описание
Сооружена в 1815 году в формах классицизма на средства местной помещицы Пелагеи Горленко.
Каменная, однокупольная, квадратная в плане церковь. Южный, западный и восточный фасады украшены 4-колонными портиками с треугольными фронтонами.
По углах располагаются цилиндрические, башнеобразные объёмы, в юго-восточной части — лестница, ведущая на хоры (открытую верхнюю галерею). Венчает храм полусферический купол на круглом барабане. Рядом расположена трёхъярусная, каменная, восьмигранная колокольня, венчается куполом.
Западнее храма расположена трёхъярусная, каменная, восьмигранная колокольня.
Церковь была передана религиозной общине, отреставрирована.